# Lelang

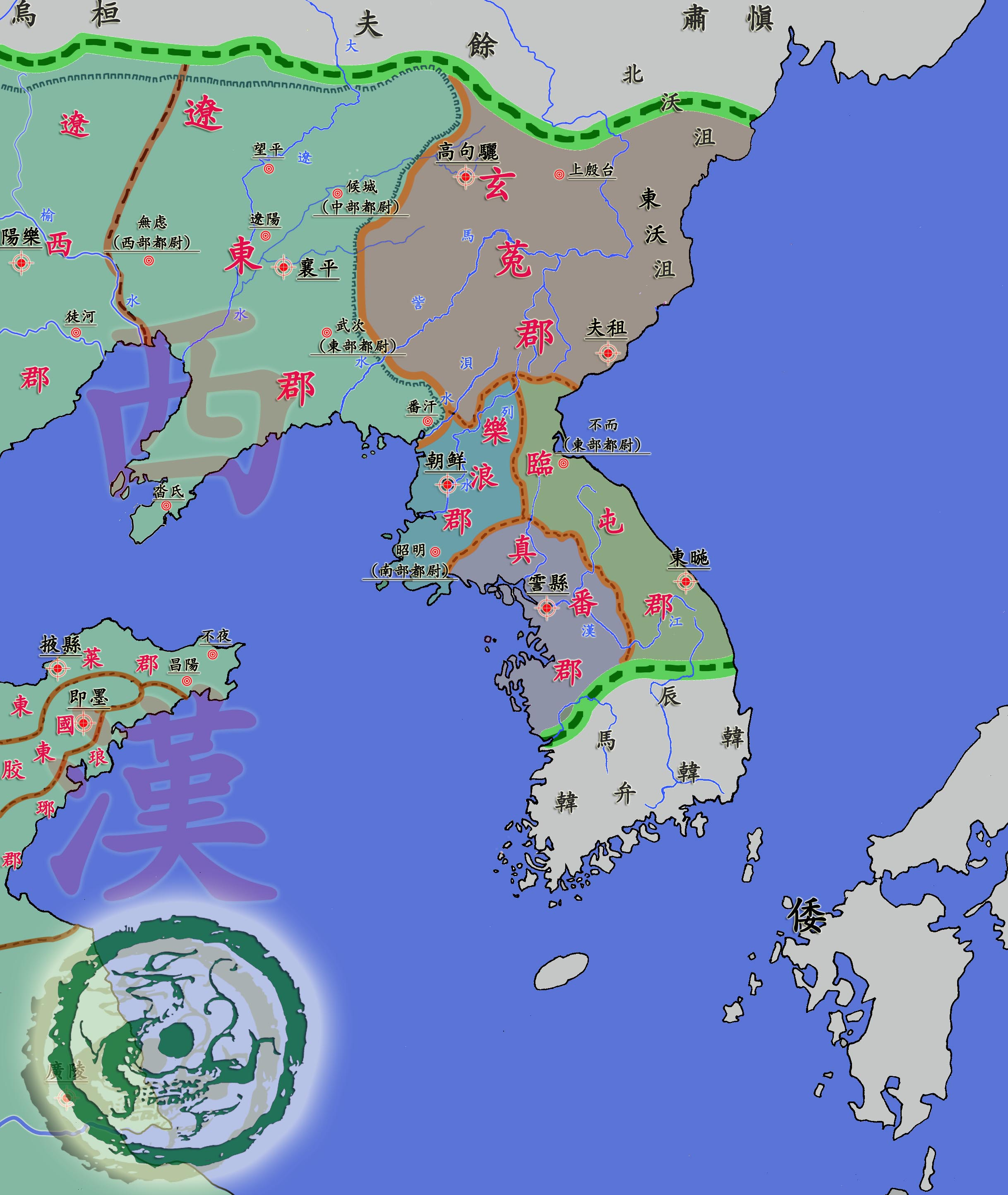
Mapa przedstawiająca cztery chińskie komanderie na Półwyspie Koreańskim (Lelang, Lintun, Xuantu i Zhenfan) na początku I wieku p.n.e.

Lelang, kor. Nangnang – historyczna chińska komanderia, istniejąca w latach 108 p.n.e.-313 n.e. na terenach dzisiejszej Korei Północnej.

## Historia
Lelang był jedną z czterech chińskich komanderii utworzonych w 108 roku p.n.e. po podboju państwa Wiman Joseon przez chińską dynastię Han. Usytuowany był w dolinie rzeki Taedong-gang, a jego stolicą było (położone w okolicach dzisiejszego Pjongjangu) miasto Wanggeomseong. Po okresie ekspansji za panowania cesarza Wudi, w 82 roku p.n.e., gdy Chiny ograniczyły nieco swą politykę zagraniczną, dwie z czterech pierwotnych komanderii zostały zlikwidowane. Na przełomie er, komanderia Xuantu składała się z 3 powiatów, a Lelang z dwudziestu pięciu. 
Na początku I wieku, po przejęciu władzy w Chinach przez Wang Manga, Lelang usamodzielnił się. Wzrastali też w siłę lokalni przywódcy, którzy najeżdżali Lelang, m.in. w 23 roku. Zwierzchność chińską przywrócono w roku 30, ale państwo chińskie musiało uznać znaczną samodzielność lokalnych wodzów. Część z nich przeszła później na stronę Goguryeo i ich ataki w 106 roku zmusiły Chińczyków do wycofania się na zachód, w kierunku komanderii Liaodong; zdołali jednak ponownie odzyskać większość terenów ok. 132 roku. W schyłkowym okresie dynastii Han, syn urzędnika z komanderii Xuantu, Gongsun Du, ustanowił ok. roku 175 państwo, którego niezależność uznały zarówno Goguryeo jak i Buyeo. Ród Gongsun, którego główna baza znajdowała się w Liaodongu, opanował Lelang w 204 roku. Kres tej niezależności nastąpił w roku 238, kiedy to północny wschód, łącznie z Lelangiem, został podbity przez władców z dynastii Wei. Odtąd Lelang ponownie stanowił chińską komanderię aż do roku 313, kiedy to został podbity przez władców koreańskiego państwa Goguryeo.

## Kultura
Z populacją szacowaną w okresie największego rozkwitu na 400 tys. Lelang pełniło funkcję gospodarczego i kulturalnego centrum regionu. Na jego obszarze wytwarzano tkaniny i porcelanę, a także importowane na szeroką skalę jedwab i ozdobną biżuterię.
Położony na styku dwu kręgów kulturowych Lelang odegrał istotną rolę w procesie przenikania do Korei chińskich idei dotyczących państwowości, administracji, prawodawstwa i religii. Poprzez ów chiński przyczółek na Półwysep Koreański dotarły takie zwyczaje jak gotowanie na parze i jedzenie przy pomocy pałeczek.
Do dziś zachowały się zdobione malowidłami w stylu chińskim lelańskie grobowce, znajdujące się w okolicach Pjongjangu. Świadectwem potęgi Lelangu są również liczne znaleziska archeologiczne w postaci biżuterii wykonanej ze złoconego brązu i złota.